# Pavel Mareš
Pavel Mareš, češki nogometaš, * 18. januar 1976, Otrokovice, Češkoslovaška.
Za češko nogometno reprezentanco je nastopil na Evropskem prvenstvu v nogometu 2004 in na Svetovnem prvenstvu v nogometu 2006.